# Séptima Enmienda a la Constitución de los Estados Unidos
La Séptima Enmienda a la Constitución de los Estados Unidos es un parte de la Carta de los Derechos y codifica el derecho a un juicio por jurado en ciertos casos civiles. La Corte Suprema no ha extendido esta enmienda a los estados por la Decimocuarta Enmienda como otras partes de la Carta de Derechos.

## Texto
En los juicios de derecho consuetudinario, en que el valor que se discuta exceda de veinte dólares, el derecho a juicio ante un jurado será garantizado, y ningún hecho que haya conocido un jurado será reexaminado en Corte alguna de los Estados Unidos, como no sea con arreglo a las normas del derecho consuetudinario.

## Ley y Equidad
En Inglaterra había dos tipos diferentes de tribunales: los tribunales de common law y los tribunales de equidad. El primero estaba basado en provisiones estrictas de la ley y otorgaba compensaciones por daños mientras el segundo estaba basado en principios de equidad y otorgaba recursos equitativos. Jurados fueron usados en tribunales de common law, pero no había jurados en tribunales de equidad. Esta diferencia que se encuentra en el sistema inglés fue conservada por la Séptima Enmienda.
La Corte Suprema ha fallado que en un caso cuando hay ambas leyes y equidad, el jurado tiene que decidir las cuestiones legales al principio, y luego el juez determina de las cuestiones de equidad. Vide Beacon Theatres v. Westover, 359 U.S. 500 (1959). De lo contrario el fallo de un juez haría el efecto de estoppel colateral. Sin embargo un litigante que pide daños tiene derecho a un juicio por jurado en casos civiles los cuales el caso habría sido un caso de common law antes de la ratificación de la Carta de Derechos. Vide Chauffeurs, Teamsters, and Helpers Local N. 391 v. Terry, 494 U.S. 558 (1990).

## Nuevo interrogatorio de los hechos
La Corte Suprema ha fallado que un juez puede dar opiniones sobre hechos en litigio, dirigir que el jurado presten atención a algún testimonio, y exigir que el jurado resuelva cuestiones algunas que son importantes al caso además de dictar un veredicto. Si el juez juzgara insuficiente la evidencia de la demandante, podría dirigir que el jurado falle a favor del acusado. El jurado, no obstante, puede dictar un veredicto en contra de la dirección del juez.
Debajo del common law, el juez podría anular el veredicto del jurado que juezgue es en contra de la evidencia o la ley. Common law le impide entrar el veredicto. Sólo un nuevo juicio es permisible. En Slocum v. New York Insurance Co. (1913), la Corte Suprema ratificó esta regla.